# Zachobiella lobata
Zachobiella lobata är en insektsart som beskrevs av Tim R. New 1988. Zachobiella lobata ingår i släktet Zachobiella och familjen florsländor. Inga underarter finns listade i Catalogue of Life.